# Wieruszyce

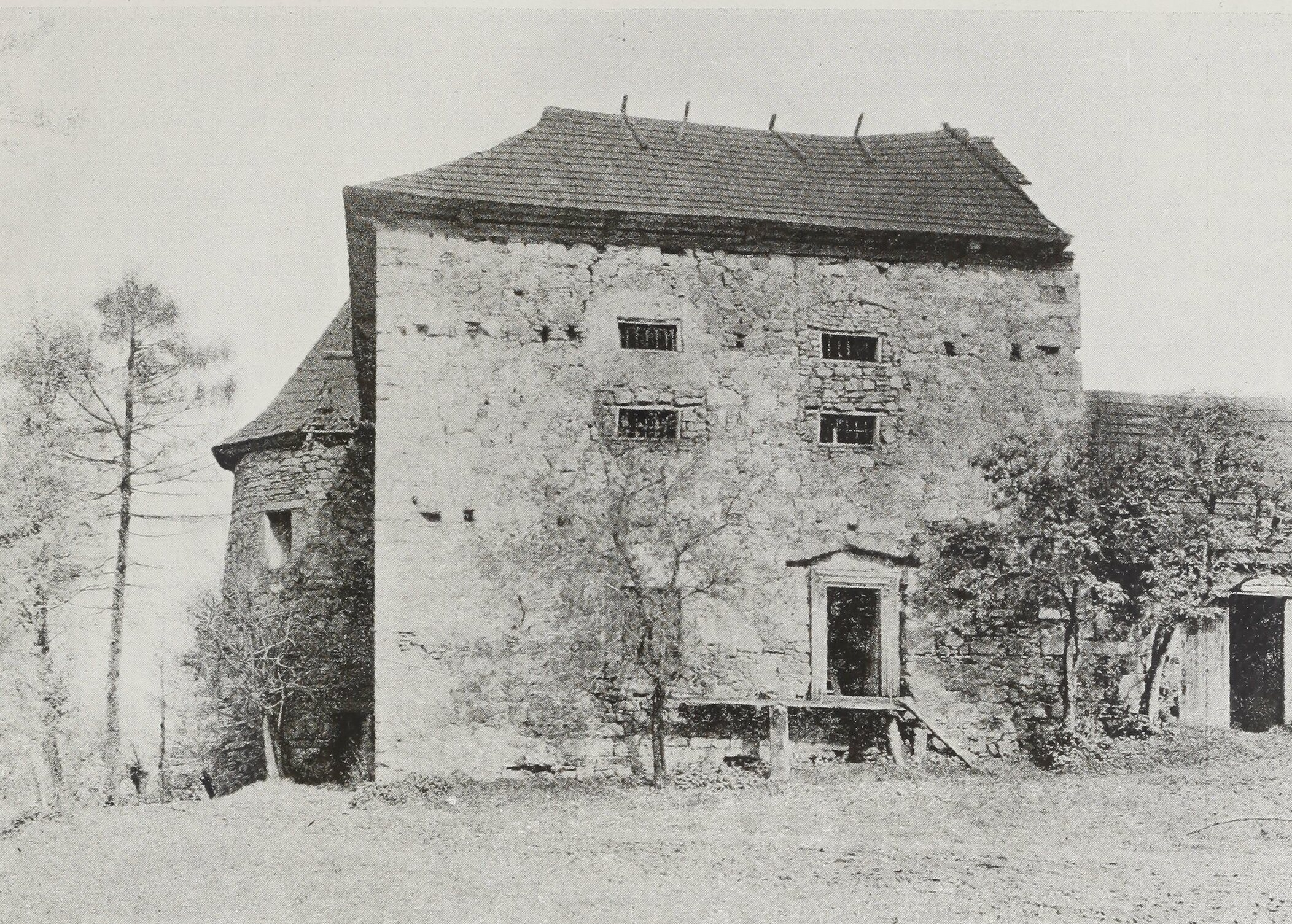
Dwór przed 1930

Wieruszyce – wieś w Polsce położona w województwie małopolskim, w powiecie bocheńskim, w gminie Łapanów. W latach 1975–1998 miejscowość administracyjnie należała do województwa tarnowskiego. Integralne części miejscowości: Podskale, Pod Wierzchowiną, Rogatka, Za Blichem.
Pola i zabudowania Wieruszyc znajdują się na Pogórzu Wiśnickim, na lewych zboczach doliny Stradomki.

## Zabytki
Obiekt wpisany do rejestru zabytków nieruchomych województwa małopolskiego.
- Dwór obronny, teren wzgórza zamkowego, park tarasowy oraz teren folwarku.

Znajduje się na położonym nad Stradomką wzniesieniu Zamek. Gotycko-renesansowy dwór obronny z przełomu XV i XVI wieku został wybudowany na planie prostokąta z ciosów kamiennych i cegły. Od strony północno-wschodniej przylega do niego okrągła wieża o zbliżonej wysokości. Dwór przykryty jest wysokim, dwudzielnym dachem pokrytym gontem. Wieża jest przykryta osobnym, ostrosłupowym dachem, także pokrytym gontem. Od strony południowej wejście osłania kamienny gotycki portal. Okna są mniejsze na dolnej kondygnacji, większe (renesansowe) na górnej. Dookoła dolnej kondygnacji wieży ciągnie się szereg strzelnic kluczowych. Wewnątrz zachowane są sklepienia kolebkowe w dolnej kondygnacji. W piwnicach pozostało kilka portali; na jednym z nich widnieje data budowy – 1531 rok. Na przełomie XVI i XVII wieku wydarzyła się katastrofa budowlana po której obiekt został rozbudowany m.in. o cylindryczną basztę. Na początku XIX wieku budynek pełnił rolę spichlerza, a potem był w stanie ruiny. Dwór-warownia został kupiony w 1981 przez Marka Skrzyńskiego. Jest jedną z nielicznych dobrze zachowanych szesnastowiecznych obronnych siedzib szlacheckich.